# 伊凡·阿斯卡
伊凡·阿斯卡（英語：Ivan Aska，1990年6月26日—）為美屬維爾京群島男子籃球運動員，現效力於台灣職業籃球大聯盟新北中信特攻。

## 職業生涯
2016年12月22日，韓國籃球聯賽（KBL）仁川東土大象引進阿斯卡，臨時頂替於20日左腳踝扭傷需休養兩週的詹姆斯·凱利。2017年1月6日，原定當天詹姆斯·凱利回歸出賽，但詹姆斯·凱利經診斷因膽囊關係需休養兩週，於是阿斯卡再次臨時頂替詹姆斯·凱利兩週。1月21日，仁川東土大象決定使用阿斯卡頂替詹姆斯·凱利。3月8日，仁川東土大象重新引進詹姆斯·凱利頂替阿斯卡。
2018年12月31日，KBL首爾SK騎士引進阿斯卡臨時頂替原先臨時頂替亞倫·海恩斯的達胡安·薩默斯兩週時間。
2023年11月3日，菲律賓籃球協會生力啤酒人引進阿斯卡取代原定外籍球員人選泰勒·史東參加PBA委員盃。12月22日，阿斯卡被本尼·博特赖特頂替。
2025年1月24日，阿斯卡加盟台灣職業籃球大聯盟新北中信特攻，中文登錄名為「艾斯卡」。

## 外部連結
- 伊凡·阿斯卡在fiba.basketball（英语）
- 伊凡·阿斯卡在archive.fiba.com（存檔）（英语）
- 伊凡·阿斯卡在法國籃球甲級聯賽官網（法语）
- 伊凡·阿斯卡在韓國籃球聯賽官網（英语）
- 伊凡·阿斯卡在台灣職業籃球大聯盟官網
- 伊凡·阿斯卡在Basketball-Reference.com（國際）（英语）
- 伊凡·阿斯卡在Sports-Reference.com（NCAA）（英语）
- 伊凡·阿斯卡在Eurobasket.com（球員）（英语）
- 伊凡·阿斯卡在Proballers（英语）
- 伊凡·阿斯卡在RealGM（英语）
- 伊凡·阿斯卡在Flashscore（英语）